# 上福田岩屋古墳
上福田岩屋古墳（かみふくだいわやこふん、上福田7号墳）は、千葉県成田市上福田にある古墳。形状は方墳。上福田古墳群を構成する古墳の1つ。成田市指定史跡に指定されている。

## 概要
千葉県北部、印旛沼北部東岸の台地上に築造された大型方墳である。1997年度（平成9年度）に測量調査が実施されている。
墳形は方形で、主軸は北から西に振れ、南東辺34メートル・北東辺30.4メートル・北西辺31メートル・南西辺（道路側）31メートルを測る（推定復元一辺34メートル・高さ約6メートル）。墳丘は2段築成。墳丘周囲には周溝の存在が推測される。埋葬施設は墳丘裾における横穴式石室で、南東方向に開口する。一帯の古墳に特徴的な貝化石岩を使用して構築された石室になるが、特に本古墳の場合は玄室の長辺に羨道が接続してT字形の平面形を呈する特異な構造である。副葬品は詳らかでない。築造時期は古墳時代終末期の7世紀代と推定される。
古墳域は2023年（令和5年）に成田市指定史跡に指定されている。

## 遺跡歴
- 1915年（大正4年）、学会に紹介[1]。
- 1997年度（平成9年度）、測量調査（千葉県教育委員会、1998年に報告）[1]。
- 2023年（令和5年）5月1日、成田市指定史跡に指定。

## 埋葬施設

石室俯瞰図

石室展開図

埋葬施設としては、墳丘南東裾において横穴式石室が構築されており、南東方向に開口する。玄室の長辺中央部に羨道が接続し、平面形としてはT字形をなす。石室のうち玄室の規模は、長さ約2メートル・幅2.8メートル・高さ約2.4メートルを測る。
石室の石材は、貝化石を多量に含む木下貝層の凝灰質砂岩の切石で、互目積みによって構築される。奥壁・側壁・前壁はいずれも内側に持ち送り、ドーム状を呈する。羨道も内側に持ち送り、入り口左右には板石を立てる。玄室の床面は仕切り石で3分割する。

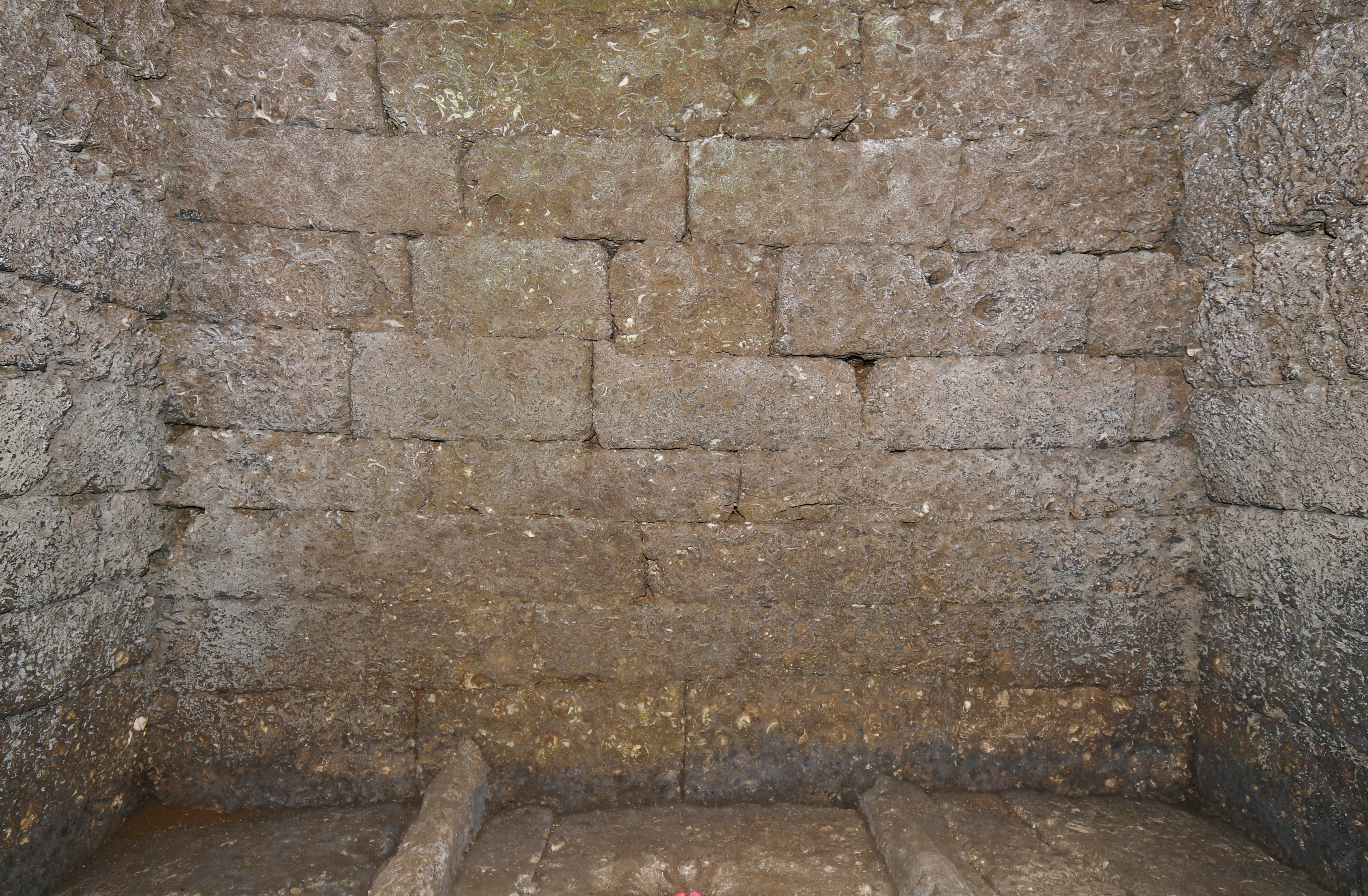
玄室奥壁
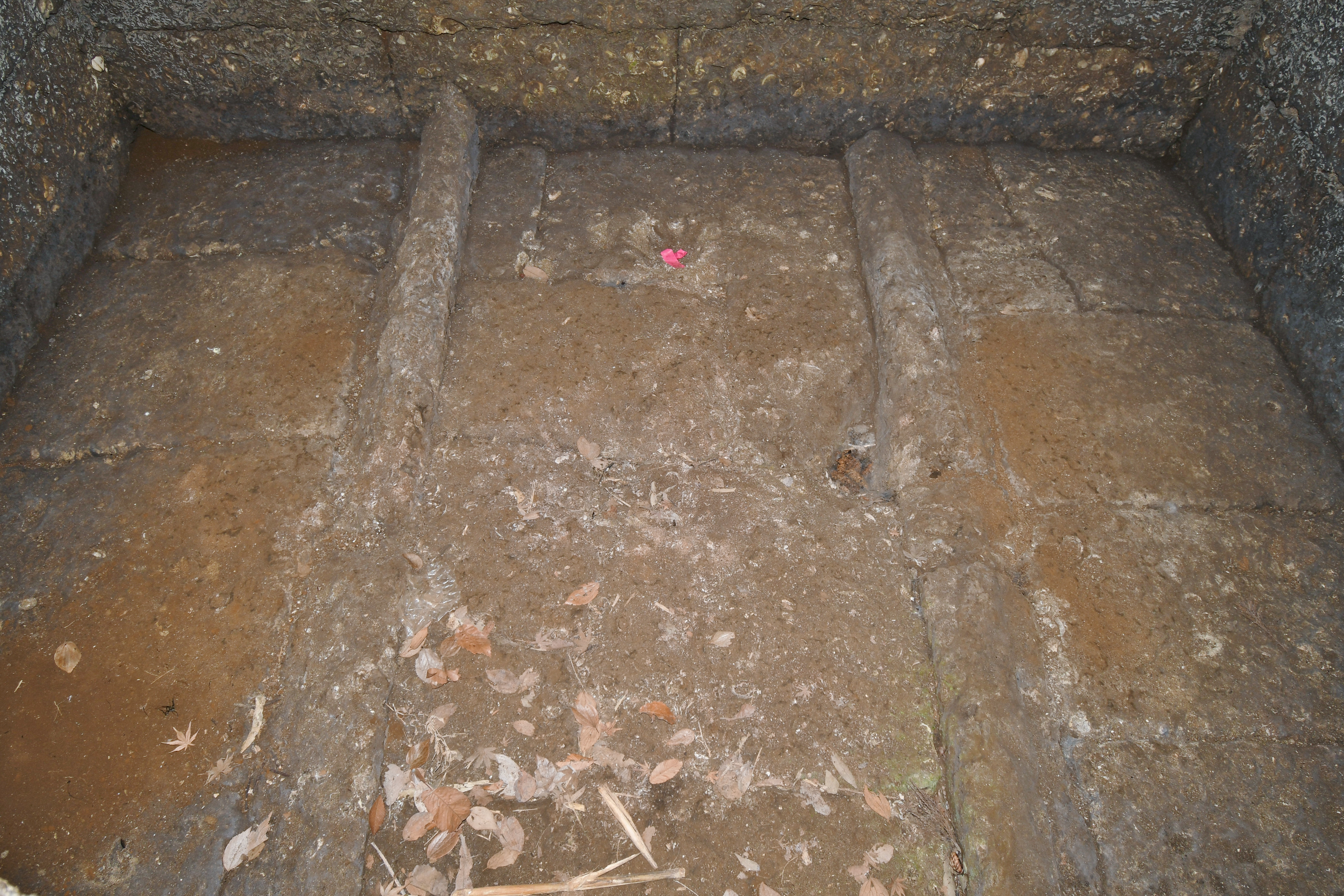
玄室床面
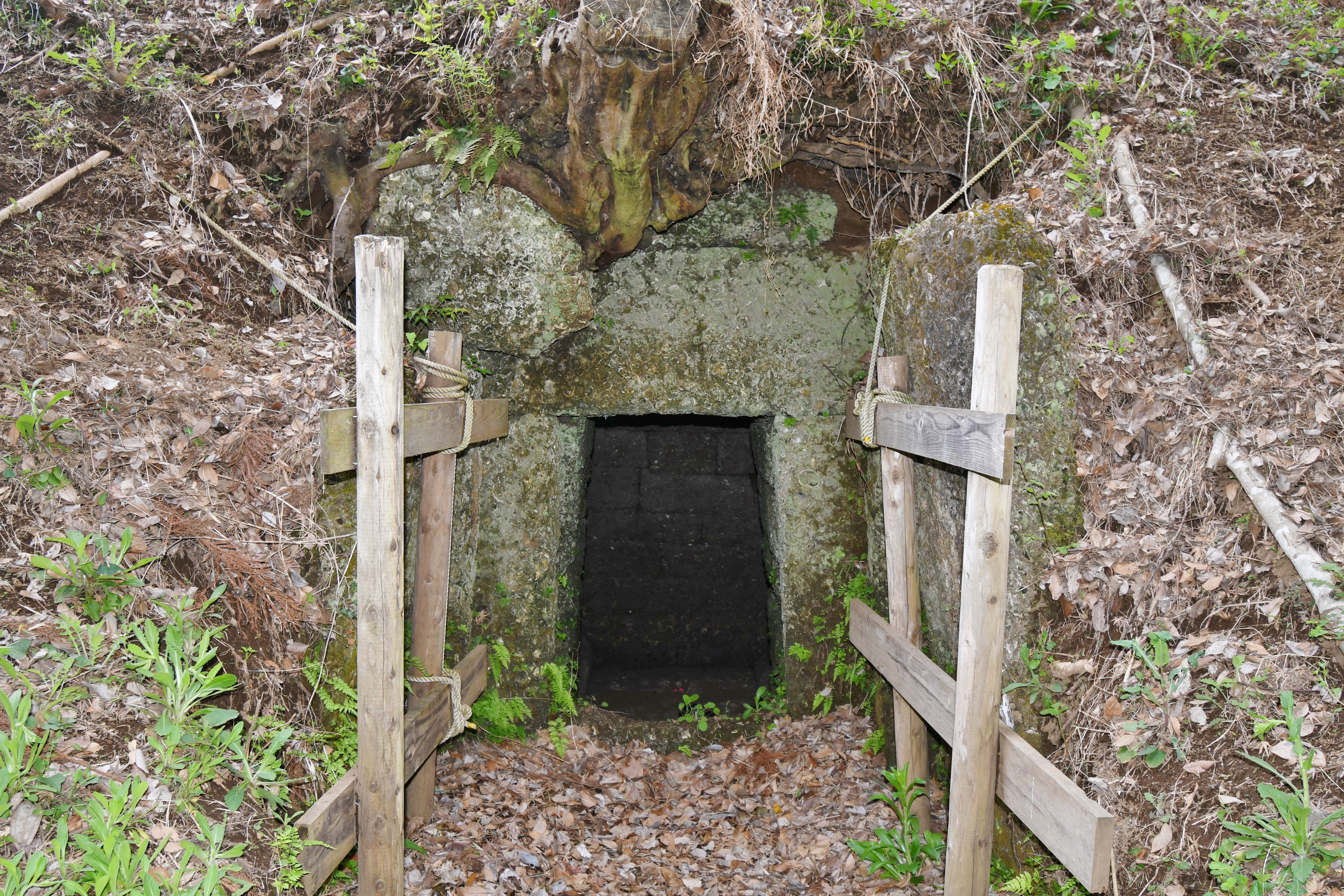
開口部
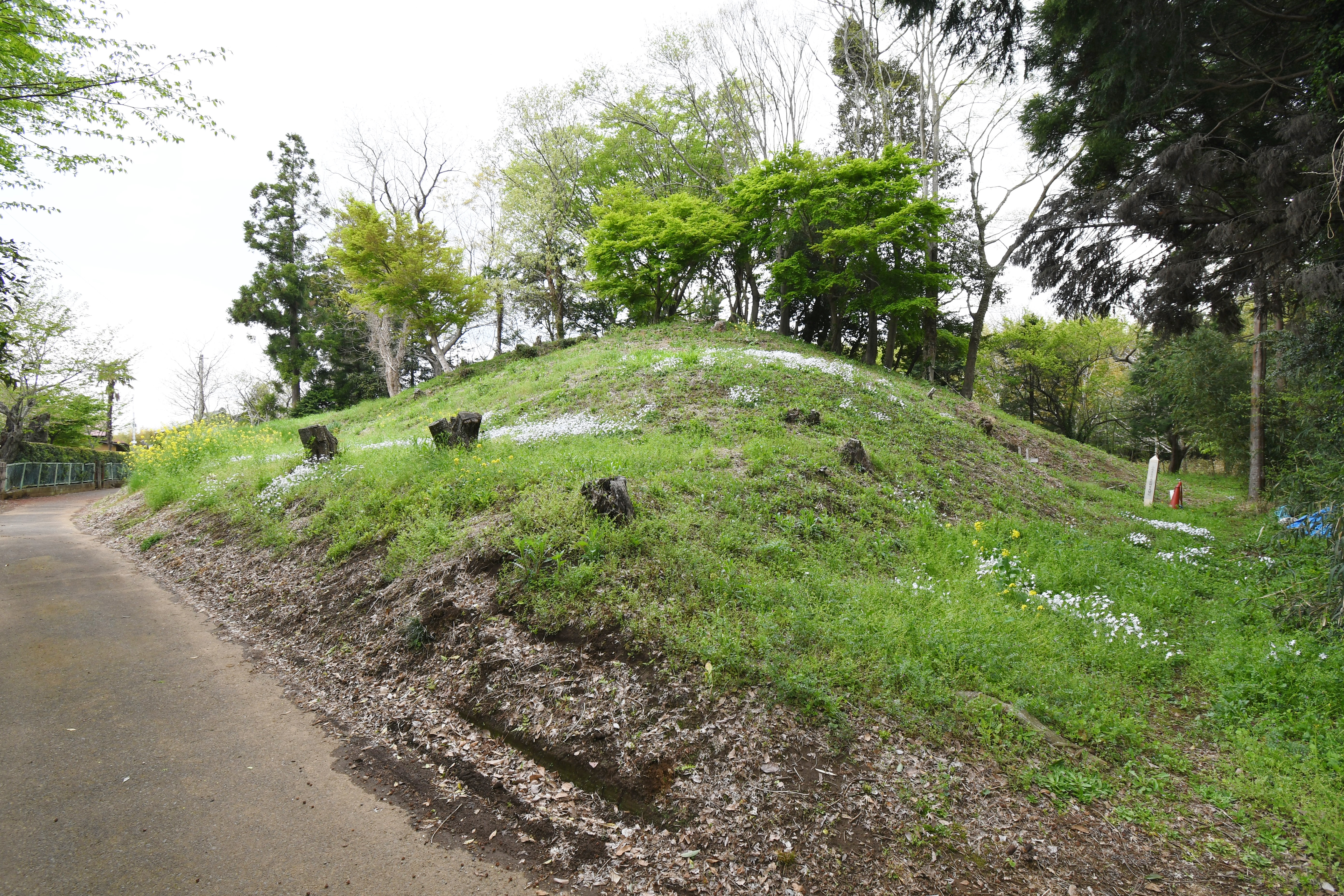
墳丘南隅 右奥に石室開口部。

## 文化財

### 成田市指定文化財
- 史跡
  - 上福田岩屋古墳 - 2023年（令和5年）5月1日指定。

## 関連文献
（記事執筆に使用していない関連文献）
- 小松眞一「下總國に於ける或三四の石室古墳」『人類學雜誌』第37巻第4号、日本人類学会、1922年、109-119_1、doi:10.1537/ase1911.37.109、ISSN 0003-5505。
「前號正誤」『人類學雜誌』第37巻第5号、1922年、e1c-e1c、doi:10.1537/ase1911.37.5_e1c。
- 工藤英行「上福田岩屋古墳」『成田市の文化財』 第9輯、成田市教育委員会、1980年。
- 『千葉県重要古墳群測量調査報告書』千葉県教育委員会、1998年。全国書誌番号:98076152。
- 永沼律朗「印旛沼周辺の終末期古墳」『国立歴史民俗博物館研究報告』第44集、国立歴史民俗博物館、1992年3月、387-408頁、doi:10.15024/00000577、ISSN 0286-7400、NAID 120005747890。